# Dogs
Dogs és una cançó del grup britànic de rock progressiu Pink Floyd, que va aparèixer al disc Animals del 1977. Té una durada de 17 minuts, sent la quarta cançó més llarga del grup. Aquesta cançó va ser una de les diverses que es van considerar per a l'àlbum recopilatori de la banda del 2001, Echoes: The Best of Pink Floyd.
Els gossos són en aquest àlbum usats per representar els executius agressius i egòlatres que es destrueixen ells mateixos i tots aquells que tenen al voltant per la seva obsessió per a la carrera.
Durant la part del solo de Richard Wright se sent el so d'un gos bordant, aquest efecte sonor va ser creat per Roger Waters fent servir un vocoder.
El guitarrista David Gilmour i el baixista Roger Waters es van repartir el cant de la cançó. Gilmour canta la majoria de les estrofes de la cançó, mentre que Waters canta les tres últimes estrofes. En algunes interpretacions de la gira In the Flesh, Gilmour cantava totes les estrofes de la peça, excepte l'última.

## Primeres versions
Durant les gires de 1974, Pink Floyd tocava tres cançons per a la primera part del concert i tot seguit interpretava completament l'àlbum The Dark Side Of The Moon. Aquelles tres cançons eren «You Gotta Be Crazy», que va esdevenir «Dogs», «Shine On You Crazy Diamond» i «Raving And Drooling», que va esdevenir «Sheep».
Durant les performances de «You Gotta Be Crazy», Gilmour cantava les cançons a més velocitat que en les gires de 1975 i també que a l'àlbum Animals i tractava dels problemes que es troben a la vida. Les lletres es van modificar per a tocar-la el 1975 i encara van tornar a canviar per a l'àlbum.
«You Gotta Be Crazy» i «Raving And Drooling» estaven destinades a aparèixer a Wish You Were Here, però els plans van canviar per un principi de desavinences entre Gilmour i Waters, que foren les precursores de la baralla que hi va haver entre ambdós. Finalment van aparèixer a Animals.

## Crèdits
- Roger Waters - baix, veu, vocoder, efectes sonors
- David Gilmour - veu, guitarra acústica, guitarra elèctrica, vocoder.[4]
- Rick Wright - piano, orgue, sintetitzador, cor
- Nick Mason - bateria, percussió, vocoder